# Scott Parker
Scott Matthew Parker, född 13 oktober 1980 i Lambeth i London, är en engelsk fotbollstränare och före detta fotbollsspelare som är tränare för Burnley.

## Spelarkarriär
Scott Parker avlade examen vid Football Associations tidigare skola i Lilleshall. När han gick ut därifrån skrev han kontrakt med Londonklubben Charlton Athletic. Han gjorde debut den 23 augusti 1997 som inhoppare mot Bury i division ett.
Två månader senare skrev han på sitt första professionella kontrakt med klubben. Men det dröjde två år innan han fick göra sin första match från start, det var mot Blackburn i FA-cupen i december 1999. När klubben tog steget upp till den högsta divisionen lånades han ut till Norwich City i division ett för att få erfarenheter av förstalagsspel.
När han återvände till klubben fick han ersätta en skadad Mark Kinsella och gjorde det så bra att han blev ordinarie. Parkers landslagsdebut kom mot Danmark då England förlorade med 3-2.
I januari 2004 skrev han på för Chelsea, som fick betala 10 miljoner pund för honom. I Chelsea skaffade han sig rutin från Europaspel då han spelade fyra Champions League-matcher varav båda semifinalerna mot Monaco. Samma år utsågs han av PFA till årets unga spelare. Den ringa speltiden var ett av skälen till att han den 15 januari skrev på för Newcastle United.
Parker meddelade att han avslutade sin spelarkarriär den 28 juni 2017.

## Tränarkarriär
Den 28 februari 2019 blev Parker utsedd till tillfällig tränare i Fulham efter att Claudio Ranieri blivit avskedad. Den 10 maj 2019 skrev han på ett tvåårskontrakt som huvudtränare för Fulham. Den 4 augusti 2020 blev Fulham klara för Premier League efter att ha vunnit finalen i playoff med 2-1 mot Brentford.
Den 28 juni 2021 blev Parker anställd som ny huvudtränare i AFC Bournemouth, där han ersatte Jonathan Woodgate. Han avskedades från positionen den 30 augusti 2022.
Den 31 december 2022 presenterades Parker som ny huvudtränare för belgiska Club Brugge. Han avskedades från positionen den 8 mars 2023. Den 5 juli 2024 anställdes han som ny huvudtränare i Burnley.